# Vest (retning)
 For alternative betydninger, se Vest. (Se også artikler, som begynder med Vest)
Vest er en af de fire kompasretninger. Den modsatte kompasretning er øst. Ordet er beslægtet med ordet vesper (latinsk for "aften"), en reference til solnedgangen, og kan forkortes med bogstavet V (eventuelt W for west på engelsk). Vest står vinkelret på nord og syd. På et kompas er vest 270 grader. 
Vest er modsat af den retning Jorden følger ved sin rotation om sin egen akse. Derfor er det også i denne retning, man ser solnedgangen på et af jævndøgnene (forårsjævndøgn eller efterårsjævndøgn), eller hele året, hvis man betragter solnedgangen ved ækvator.
Traditionelt har man brugt ordet "Vesten" om de dele af verden, der ikke er "Østen", dvs. Europa og Amerika, specielt Nordamerika. Under Den kolde krig fik begrebet en ny mening, hvor Vesten stod for "den frie verden" med frivarehandel og ytringsfrihed, mens Østbloklandene blev betragtet som ufrie lande under kommunistisk åg.
I det tidligere Kina stod vest for Buddhas hjemland (nutidens Nepal) og stedet, som de hellige buddhistiske skrifter kom fra.
I Europa har "Vesten" først og fremmest været brugt om Nordamerika, og i Nordamerika igen har "Vesten" været den vestlige del af kontinentet.
I Europa har Vesteuropa ofte betegnet de lande, der ikke lå bag jerntæppet.
I USA bliver Midtvesten ofte brugt om de stater, der ligger midt i landet. Før de europæiske immigranter opnåede kontrol over de vestlige stater, blev områderne ofte kaldt "Det vilde vesten". Vestkysten er et navn for de stater, der ligger langs den vestlige kyst.
I Mellemøsten bliver Vestbredden brugt som betegnelse for et område på vestsiden af floden Jordan.
| Geografi/geologi | Spire Denne artikel om geografi er en spire som bør udbygges. Du er velkommen til at hjælpe Wikipedia ved at udvide den. |